# 大室站
大室站（日语：／ Ōmuro eki */?）是位於長野縣長野市松代町大室，長野電鐵的屋代線車站（廢站）。在2012年4月1日，隨著屋代線廢線，此站也被廢除。此站的車站編號為Y8。

## 歷史
- 1951年（昭和26年）11月13日 - 長野電鐵河東線車站啟用[1]。
- 2002年（平成14年）9月18日 - 路線名稱改為屋代線。
- 2012年（平成24年）4月1日 - 屋代線廢除，此站也被廢除[1]。

## 車站構造
截至車站廢除前，車站是一座地面車站，設有1面1線的單式月台。在廢站前，此站是無人車站。

## 車站周邊
- 千曲川
- 國道403號（日语：国道403号）
- 大室溫泉[1]

## 巴士路線
長電巴士
- 屋代線替代巴士「屋代須坂線」 （屋代站～松代站～大室站～信濃川田站～綿內站～須坂站）

## 使用狀況
以下為一年總乘車人次和1日平均乘車人次列表：
- 2006年度　25,851人 ： 71人/日
- 2007年度　27,649人 ： 76人/日
- 2008年度　30,288人 ： 83人/日
- 2009年度　28,417人 ： 78人/日
- 2010年度　27,742人 ： 76人/日

## 相鄰車站
長野電鐵
■屋代線
金井山（Y7）－大室（Y8）－信濃川田（Y9）

## 注腳
1. 1 2 3 4 5 6 7 8 9 10 11  信濃毎日新聞社出版部. . 信濃毎日新聞社. 2011-07-24: 298. ISBN 9784784071647 （日语）.
2. ↑  長野市統計書

## 外部連結
- ながでんWebStation 大室駅，存于（日語）